# ジム・ウェッブ
ジェームズ・ヘンリー・“ジム”・ウェッブ（英語：James Henry "Jim" Webb Jr.、1946年2月9日 - ）は、アメリカ合衆国の政治家、著作家。国防次官補、海軍長官、バージニア州選出連邦上院議員を歴任した。

## 人物
1946年2月9日にミズーリ州セントジョセフに誕生する。父は海軍士官だった（当ページを参照）。海軍兵学校卒業後に海兵隊に入隊し、ベトナム戦争の出征を経験した。共和党のレーガン政権時代は国防次官補・海軍長官を務めた。
2007年から6年間民主党のバージニア州選出の上院議員を務めた。知日派として知られ、2011年4月28日に軍事委員会人事小委員長として外務省を訪問しており、2012年4月3日には沖縄県庁で仲井眞弘多県知事と会談し、普天間問題を巡って意見を交わした。
2015年7月に2016年アメリカ合衆国大統領選挙の民主党指名候補争いへの出馬を表明するが、同年10月20日には撤退を表明した。2016年3月4日に民主党のヒラリー・クリントンでは無く共和党のドナルド・トランプを支持することを表明した。トランプ政権ではトランプとの意見の違いで国防長官を辞任したジェームズ・マティスの後任に名前が挙がったこともあった。